# Kingsley Ben-Adir
Kingsley Ben-Adir (28 februari 1986, Gospel Oak) is een Brits acteur.

## Biografie
Ben-Adir werd geboren in de wijk Gospel Oak van het Londense bestuurlijke gebied Camden, in de regio Groot-Londen. Hij studeerde in 2011 af aan de Guildhall School of Music and Drama in Londen.
Ben-Adir begon in 2012 met acteren in de film City Slacker, waarna hij nog meerdere rollen speelde in films en televisieseries. Naast acteren voor televisie is hij ook veelvuldig actief als acteur in Londense theaters. 

## Filmografie

### Films
Uitgezonderd korte films.
- 2024 Bob Marley: One Love - als Bob Marley
- 2023 Barbie - als Ken
- 2020 One Night in Miami - als Malcolm X
- 2019 Noelle - als Jake Hapman
- 2018 The Commuter - als agent Garda
- 2017 Diana and I - als Russell
- 2017 King Arthur: Legend of the Sword - als Wet Stick
- 2016 Trespass Against Us - als Sampson
- 2013 World War Z - als officier Hawkins
- 2012 City Slacker - als dief

### Televisieseries
Uitgezonderd eenmalige gastrollen.
- 2023 Secret Invasion - als Gravik - 6 afl.
- 2020 The Comey Rule - als Barack Obama - 2 afl.
- 2020 High Fidelity - als Russell 'Mac' McCormack - 7 afl.
- 2017-2019 Peaky Blinders - als kolonel Ben Younger - 5 afl.
- 2019 The OA - als Karim Washington - 6 afl.
- 2018 Deep State - als Khalid Walker - 4 afl.
- 2014-2018 Vera - als dr. Marcus Summer - 16 afl.

- Library of Congress Control Number: no2017139986
- MusicBrainz: 0d0a7dea-c1df-4d3d-9fc0-bf7a1eb6a709
- Nationale Bibliotheek van Tsjechië: xx0319747
- Virtual International Authority File: 13150999598129871298